# 思茅区
思茅区（しぼう-く）は中華人民共和国雲南省普洱市に位置する市轄区。

## 歴史
1913年に思茅県が設置され、1993年に県級市に昇格する。2003年10月30日に思茅地区が地級市に改編された際、旧思茅市は翠雲区とされた。2007年に思茅市を普洱市と改称した際に翠雲区も思茅区と改称され現在に至る。

## 行政区画
下部に5鎮、2民族郷を管轄する。
- 鎮
  - 思茅鎮、南屏鎮、倚象鎮、思茅港鎮、六順鎮
- 民族郷
  - 雲仙イ族郷、竜潭イ族タイ族郷

## 交通

### 航空
- 普洱思茅空港（中国語版）

### 鉄道
- 中国国家鉄路集団
  - 玉磨線

### 道路
- 高速道路
  - 昆磨高速道路
- 国道
  - G213国道